# Vinil Virtual
Vinil Virtual é o décimo-primeiro álbum de estúdio da artista musical brasileira Daniela Mercury, lançado em 27 de novembro de 2015, pela gravadora Biscoito Fino.

## Desenvolvimento
Vinil Virtual foi produzido por Mercury e Yacoce Simões. Todas as quinze faixas foram compostas por ela, sendo dez delas sozinha. Há duas escritas com Marcelo Quintanilha, duas com seu filho Gabriel Póvoas e uma com Simões. "Os compositores que mandaram canções para mim não traduziram o que eu queria dizer nesse momento".

## Música e letras
Mercury musicou dois poemas escritos para sua esposa, "Maria Casaria" e "Sem Argumento". "América do Amor" fala sobre a irmandade pacífica da América Latina, enquanto "Antropofágicos São Paulistanos" é um axé celebra a mistura da cidade de São Paulo, e "O Riso de Deus" dialoga com o funk dos bailes cariocas, enquanto sauda a cidade do Rio de Janeiro. "Senhora do Terreiro (Mãe Carmem)" é sobre a ialorixá Carmem Oliveira da Silva, filha e de sucessora da ialorixá conhecida como Mãe Menininha do Gantois. "De Deus, de Alah, de Gilberto Gil" pede a benção ao cantor, que também participa da faixa. Já o samba-reggae "Alegria e Lamento" concilia a percussão de Márcio Victor com takes inéditos da percussão do falecido Neguinho do Samba, um dos fundadores do bloco Olodum. Mercury compôs uma música em língua inglesa com seu filho Gabriel Póvoas, chamada "Frogs in the Sky".

## Arte da capa
A foto da capa para Vinil Virtual foi revelada pela revista Rolling Stone Brasil em 16 de novembro de 2015. Ela mostra Mercury deitada, nua, ao lado da esposa Malu Verçosa, sendo inspirada por um ensaio do casal de músicos John Lennon e Yoko Ono que foi contida na edição 335 da versão americana da revista em janeiro de 1981. Mercury disse: "Para quem mandou eu me esconder, eu me mostro nua. Não tenho vergonha de amar. Teria vergonha de odiar. [...] Já fui convidada diversas vezes para posar nua para a [revista] Playboy e nunca quis. Agora, uso meu corpo, minha nudez, para fazer um manifesto pacifista e político na luta contra a homofobia. O intuito não é chocar". A cantora também comentou que seu intuito com a capa foi de "me posicionar de uma forma bela. É usar essa imagem como uma expressão da minha vida, da minha arte, do meu amor. O amor é o grande elemento da transformação. Fiz uma capa linda que representa um manifesto feminista num momento em que as mulheres ainda precisam se afirmar. Através dessa capa, eu me conecto com John e Yoko em suas manifestações de paz e amor, contra qualquer tipo de violência. Cabe a nós, artistas, sermos os pacificadores, quebrando fronteiras e preconceitos".
Ela posteriormente elaborou no programa da SporTV, Bem, Amigos!, que a capa era feminista: "A gente está vivendo num país em que temos o Congresso Nacional vivendo um retrocesso de conquistas de direitos, que está tentando tirar direitos das mulheres. As mulheres estão indo para as ruas e retomando todas as lutas feministas. Essa também é uma capa feminista, porque são duas mulheres arretadas, como a gente diz na Bahia, se manifestando pela paz e contra qualquer tipo de violência contra a mulher nesse país". No entanto, a capa recebeu duras críticas de fãs nas redes sociais pelo suposto tratamento de imagem, tirando sua naturalidade.

## Divulgação
Mercury cantou "A Rainha do Axé" em 26 de julho de 2015 no programa de televisão Fantástico, transmitido pela Globo.

### Baile da Rainha Má
A turnê de promoção do álbum, intitulada "Baile da Rainha Má", foi lançada em 31 de outubro de 2015, no Clube Internacional de Recife.

## Lista de faixas
| N.º | Título                                                             | Compositor(es)                        | Duração |  |
| 1.  | "A Rainha do Axé (Rainha Má)"                                      | Daniela Mercury                       | 5:09    |  |
| 2.  | "Maria Casaria"                                                    | Daniela Mercury                       | 4:17    |  |
| 3.  | "América do Amor"                                                  | Daniela Mercury                       | 5:01    |  |
| 4.  | "Alegria e Lamento"                                                | Daniela Mercury                       | 4:44    |  |
| 5.  | "Tô Samba da Vida"                                                 | Daniela Mercury                       | 3:35    |  |
| 6.  | "Sem Argumento"                                                    | Daniela Mercury                       | 4:11    |  |
| 7.  | "Frogs In The Sky"                                                 | Daniela Mercury, Gabriel Póvoas       | 5:10    |  |
| 8.  | "De Deus, de Alah, de Gilberto Gil" (participação de Gilberto Gil) | Daniela Mercury                       | 5:15    |  |
| 9.  | "Extranhos Terrestres (Aperto de Mente)"                           | Daniela Mercury                       | 5:34    |  |
| 10. | "Antropofágicos São Paulistanos"                                   | Daniela Mercury, Yacoce Simões        | 4:17    |  |
| 11. | "O Riso de Deus"                                                   | Daniela Mercury                       | 3:50    |  |
| 12. | "Vinil Virtual (Aperto de Mente 2)"                                | Daniela Mercury                       | 4:13    |  |
| 13. | "Três Vozes"                                                       | Daniela Mercury, Marcello Quintanilha | 4:34    |  |
| 14. | "Minha Mãe, Minha Pátria"                                          | Daniela Mercury, Marcelo Quintanilha  | 3:42    |  |
| 15. | "Senhora do Terreiro (Mãe Carmem)"                                 | Daniela Mercury, Gabriel Póvoas       | 3:56    |  |